# MAD QUALIA
「MAD QUALIA」（マッド・クオリア）は、日本のロックバンド・L'Arc〜en〜Ciel、VAMPSのボーカリストで、シンガーソングライターであるHYDEの12作目のシングル。表題曲は2019年3月6日に配信発売。フィジカルは2019年3月20日に発売。発売元はVirgin Music。

## 解説
前作「ZIPANG」から約1ヶ月ぶりとなるシングル。なお、本作は4thアルバム『ANTI』の先行シングルとなっている。
本作の表題曲「MAD QUALIA」は、メロディアスでストレートなロックナンバーとなっている。ちなみにこの曲は、2019年3月8日に発売されたゲーム『DEVIL MAY CRY 5』のイメージソングに使用されている。なお、この曲はゲームのタイアップを受けて書き下ろされた楽曲で、HYDEはこの曲の制作を振り返り「『デビル メイ クライ 5』のタイアップをめがけて作った曲です。ストックもいろいろあったけど、それに合うような曲がなかったんですよ。だから、締め切りまでにかっこいい曲を作ろうと思って、結構締め切り間際に頑張って作ったって感じですね」「僕自身で曲を完成させることができなかったんで、今回はShoくん（MY FIRST STORY）が作ってくれた曲があって、そこにメロディをはめていった感じですね」と述べている。また、HYDEはアルバム発売時に受けたインタビューの中で、この曲の印象について「日本人の感性としてはすごく盛り上がる曲ではある」「新しいHYDEの核になる曲じゃないかなと思ってます」と述べている。なお、この曲の制作には前述の通り、MY FIRST STORYのギタリストであるshoがコンポーザーとして参加している。余談だが、この曲は4thアルバム『ANTI』に収録された楽曲の中で、海外のプロデューサーが唯一制作に参加していないものになっている。
なお、この曲は「狂っているのが自分なのか、それとも自分以外なのか、答えのない（醒めない）悪夢に堕ちていく」ことをテーマにしているという。ちなみにHYDEは、楽曲のタイトルを決めるにあたって「＜喧嘩している相手との分かりあえない感覚＞や＜この人が見ている"赤"と、僕が見ている"赤"は果たして同じ赤なんだろうか？＞っていうようなことをなんて言葉で言うんだろう」と考え、その思いを表す言葉を調べて、Ali（MONORAL）に相談したうえで"QUALIA（=主観的経験）"というワードを使うことにしたという。
フィジカル発売前の2019年3月6日には、各種音楽配信サイトにおいて、表題曲「MAD QUALIA」のダウンロード・ストリーミング先行配信が開始されている。また、同年3月7日には、前記のゲームの発売記念イベント「SSS Devil Night」の第2部に、HYDEとキャラクターボイスを担当した声優の森川智之、石川界人が出席している。
先行配信から約2週間後の同年3月20日に、初回生産限定盤A（CD＋コンセプトブック）、初回生産限定盤B（CD＋DVD）、通常盤（CD）、デビルメイクライ盤（CD＋DVD）の4形態でフィジカルが発売された。初回限定盤Aには撮り下ろし写真を掲載したコンセプトブックが、初回限定盤Bには表題曲のミュージック・ビデオとドキュメンタリーを収めたDVDが、デビルメイクライ盤には『DEVIL MAY CRY 5』のオリジナル描き下ろしデザインを使用したジャケット、そしてゲームとのコラボMVを収録したDVDが付属している。
カップリングには、HYDEが在籍するロックバンド、L'Arc〜en〜Cielの楽曲「HONEY」のセルフカバーが収録されている。このセルフカバーの編曲作業には、HYDE名義のライヴでサポートギタリストを務めるPABLO（Pay money To my Pain）が参加している。

## 収録曲
| #  | タイトル                           | 作詞                               | 作曲                               | 編曲                    | 時間 |
| -- | ---------------------------------- | ---------------------------------- | ---------------------------------- | ----------------------- | ---- |
| 1. | 「MAD QUALIA（Japanese Version）」 | HYDE, sho from MY FIRST STORY, Ali | HYDE, Sho from MY FIRST STORY, Ali | Sho from MY FIRST STORY | 3:32 |
| 2. | 「HONEY」                          | HYDE                               | HYDE                               | PABLO                   | 3:25 |

## 初回生産限定盤B・デビルメイクライ盤付属DVD
- 初回限定盤B付属DVD

1. 「MAD QUALIA」ミュージックビデオ
ディレクター：スズキダイシン
2. 「MAD QUALIA」 MUSIC VIDEO ドキュメンタリー

- デビルメイクライ盤付属DVD

1. 「MAD QUALIA」コラボレーションミュージックビデオ

## タイアップ
MAD QUALIA
- PlayStation 4, Xbox One, PC用ゲーム『DEVIL MAY CRY 5』イメージソング

## 参加ミュージシャン
MAD QUALIA（Japanese Version）
- HYDE：Vocal
- Sho from MY FIRST STORY：All Instruments

HONEY
- HYDE：Vocal
- PABLO：Instruments
- Ali：Bass

## 収録アルバム
- 『ANTI』 (#1)※配信版では全英語詞バージョンで収録